# Кінні єгері

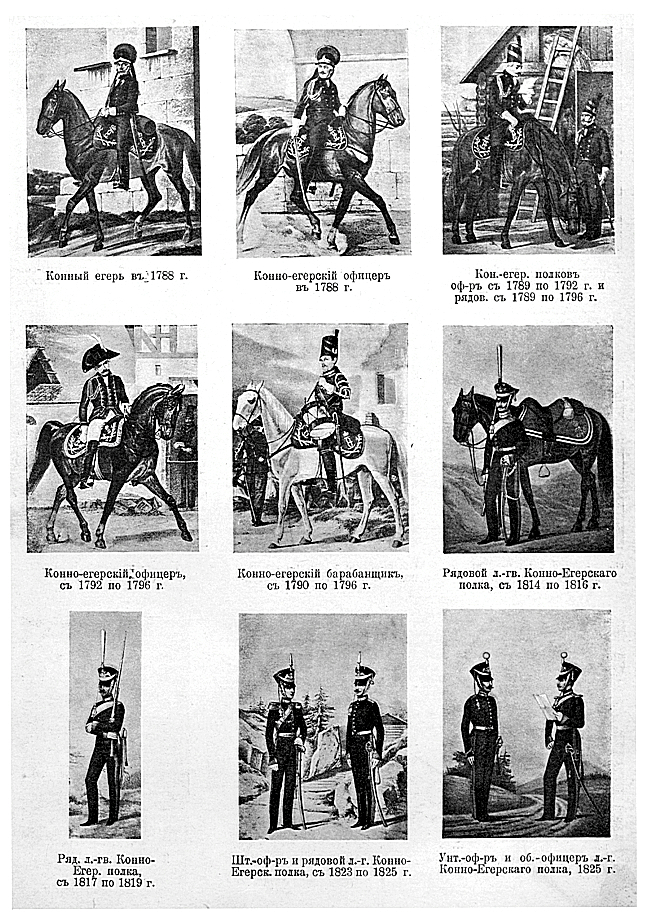
Кінні єгері (Малюнки зі статті «Кінноєгері» «Військова енциклопедія Ситіна»)

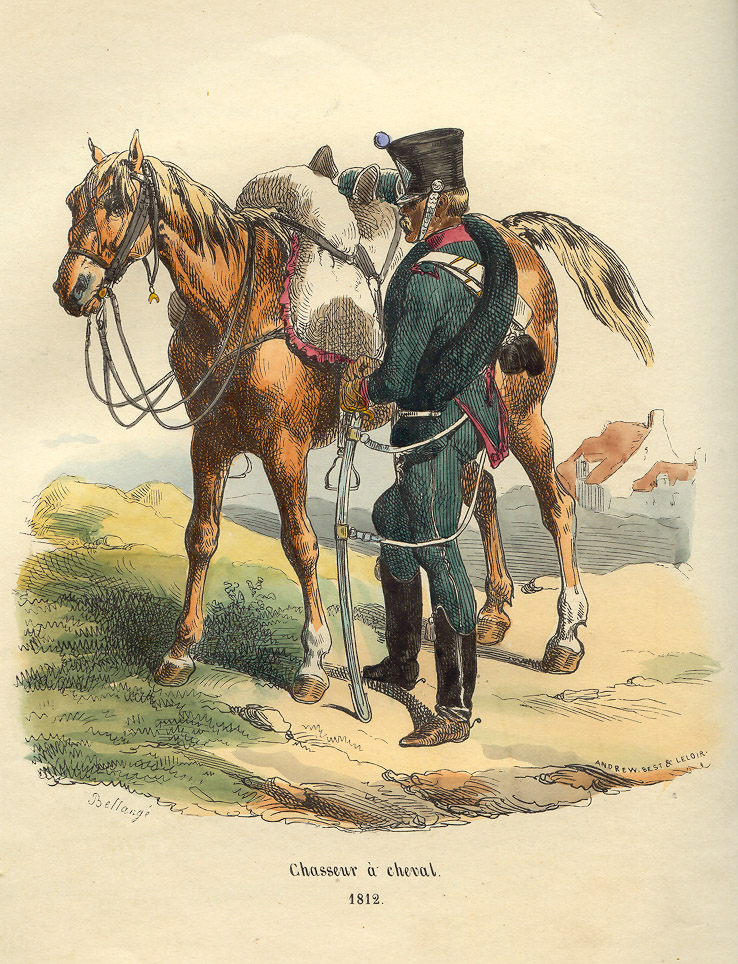
Французький кінноєгер (мисливець на коні). Французька імперія.

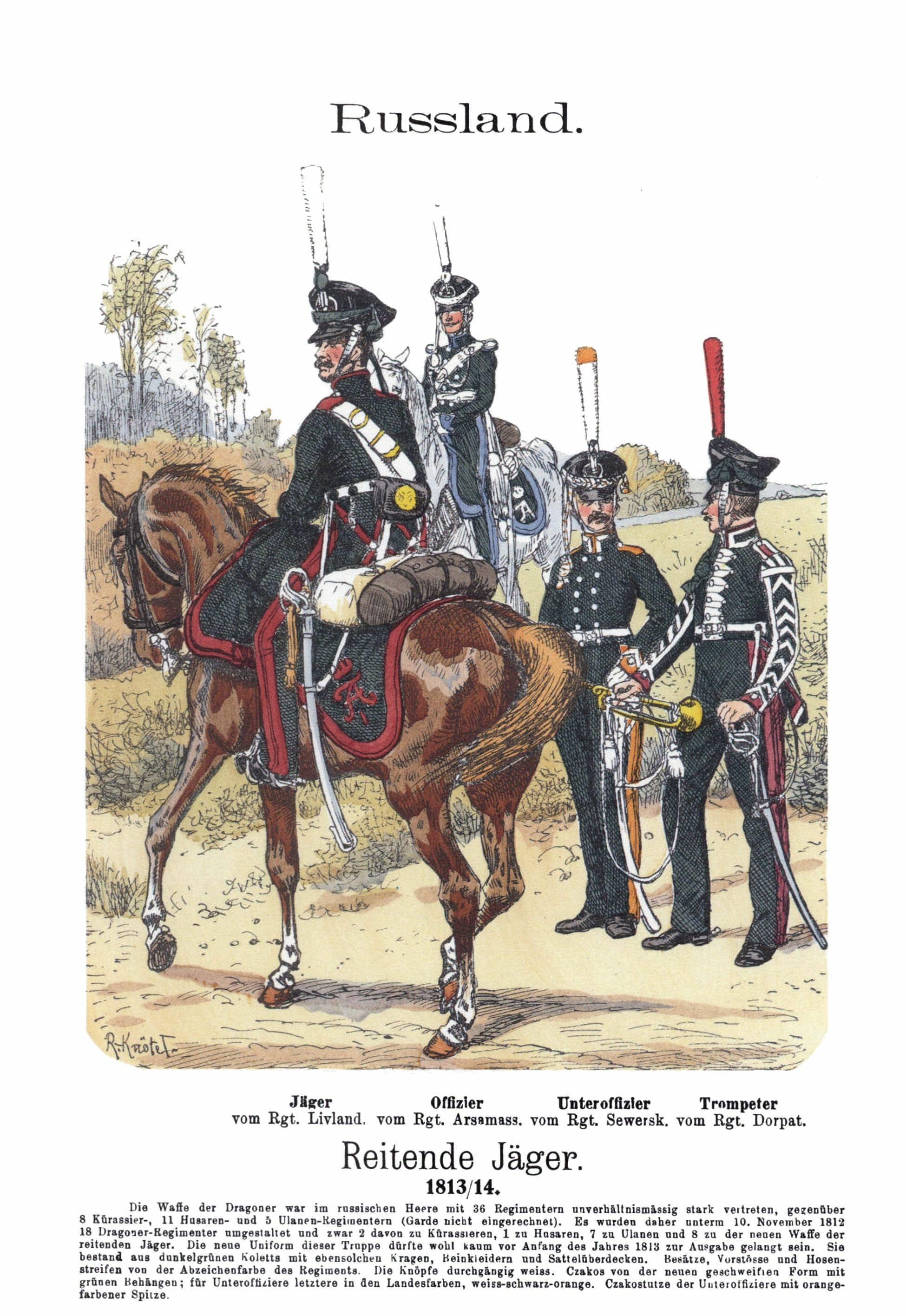
Форма одягу і озброєння Російських кінноєгерів, 1813—1814 років, ілюстрація Ріхарда Кнотеля, 1890 рік.

Кінні єгері, кінноєгері — різновид легкої кінноти в гвардійської і армійської кінноті (кавалерії) збройних сил різних держав світу.
У арміях різних держав кінноєгері мали різні назви (нім. Jäger zu Pferde, фр. chasseurs à cheval, англ. mounted riflemen). В обов'язки кінних єгерів входила кінна розвідка і служба в кінному і пішому строю. Все кінноєгеря повинні були не тільки вміти вести бій в строю батальйону, кінному і пішому, а й воювати самостійно в розсипному строю, ходити в розвідку, робити засідки, захоплювати полонених, нападати на дозори, пікети і сторожові пости противника.

## Історія
Кінні єгері (німецькомовні держави) (у французів «шассери») є видозміною драгунів кінної і пішої служби. У 1779 році за часів короля Людовіка XVI, у Франції було сформовано 6 кінно-єгерських польових полків. Вже за Наполеона I число формувань кінних єгерів типу полк було значно збільшено і до початку агресії Франко-російської війни цих підрозділів стало 31.
До початку XX століття кінноєгері існували тільки в збройних силах Франції (20 полк ів) і Австро-Угорщини, де в воєнний час формувалися два ескадрони тірольських кінних єгерів і одне відділення далматинських.

### Російська імперія
В Російській імперській армії цей рід військ був введений князем Григорієм Потьомкіним, 25 січня 1788 року, який сформував при всіх легко-кінних полках і при Катеринославському кірасирському полку (з 31 січня 1788 роки) добірні команди кінних єгерів, в кількості 65 чоловік особового складу в кожній. У 1789 році з усіх цих команд і з Єлизаветградського легко-кіннотного полку був сформований був кінно-єгерський полк того ж найменування. До 1796 року було вже 4 полки кінних єгерів. Але імператор Павло I їх скасував.
При Олександрі I, в 1812 році, 8 драгунських полків були перейменовані в кінноєгерські (в тому числі Чернігівський). В 1833 році кінноєгерські полки були знову розформовані і звернені на посилення полків уланських, драгунських і гусарських. В російській імперській гвардії був лейб-гвардії кінно-єгерський полк, який був переформований в лейб-гвардії драгунський.

## Формування

### Російська імперія
У різний період часу в Російській імперській армії були:
- Таврійський кінно-єгерський полк
- Київський кінно-єгерський полк
- Переяславський кінно-єгерський полк
- Єлисаветградський кінно-єгерський полк
- Ніжинський кінно-єгерський полк
- Чернігівський кінно-єгерський полк
- Арзамаський кінно-єгерський полк
- Ліфляндський кінно-єгерський полк
- Сіверський кінно-єгерський полк
- Тираспольський кінно-єгерський полк
- Дерптський кінно-єгерський полк
- та інші.